# Camilla Dalberg

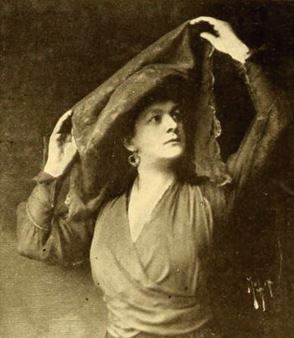
Camilla Dalberg

Camilla Dalberg, auch Camille Dalberg, (28. Juni 1870 in Leipzig – Februar 1968 in der Bronx, New York) war eine deutschamerikanische Theater- und Stummfilmschauspielerin sowie Drehbuchautorin.

## Leben
Dalberg genoss ihren ersten künstlerischen Unterricht in ihrer Vaterstadt und war auch kurze Zeit dort engagiert. Dann kam sie an die Vereinigten Theater von Elberfeld und Barmen und von dort direkt an das Hoftheater in Hannover.
Dort vertrat sie das Fach der munteren Liebhaberin sowie das der Salondame. Ihr Wirkungskreis lag vornehmlich im modernen Drama. Wie reich ihr Talent für das Mimische und Tragische war, bewies sie mit Erfolg in Die Stumme von Portici, welche interessante Aufgabe sie zu aller Zufriedenheit löste.
Dalberg, deren erwähnte künstlerischen Eigenschaften durch eine elegante Figur und gewandtes Spiel vorteilhaft unterstützt wurden, war ein ausgesprochenes Talent, das auch 1899 in Petersburg, gelegentlich eines Gastspiels, einstimmige Anerkennung fand. Auf ihren Gastspielen wurde die Anmut ihrer Erscheinung, die Feinheit ihrer Bewegungen, der Wohllaut ihrer Sprache und ihre Charakterisierungskunst anerkannt. Aus ihrem Repertoire sind folgende Stück zu nennen: Cyprienne, Dorf und Stadt, Grille, Renaissance, Niobs, Königskinder, Johannes, Nora, Zwillingsschwester, Bezähmte Widerspenstige, Frou-Frou, Hofgunst, Schulreiterin etc.
Wie lange sie in Hannover blieb ist unklar, tatsächlich taucht sie wieder in den USA als Stummfilmschauspielerin und Drehbuchautorin 1911 auf. 1920 scheint ihre Karriere zu enden, ihr weiterer Verbleib bis zu ihrem Tod ist unbekannt.
Verheiratet war sie mit dem Schauspieler Charles Kraus (1865–1931).

## Filmografie
- 1911: How Sir Andrew Lost His Vote
- 1911: The Heart of Nichette
- 1912: Das Testament (A Chase Across the Continent)
- 1912: After Many Days (auch Drehbuch)
- 1913: In the Bishop's Carriage
- 1913: Tess of the D'Urbervilles
- 1914: One of Our Girls
- 1914: The Brute
- 1915: Love and Money
- 1915: One Million Dollars
- 1915: The Seven Sisters
- 1915: The Woman Next Door
- 1916: Should a Baby Die?
- 1917: Draft 258
- 1918: Just a Woman
- 1920: The Chamber Mystery